# دونگه یاروشیتسه
دونگه یاروشیتسه (به صربی: Donje Jarušice) یک منطقهٔ مسکونی در صربستان است که در راچا واقع شده‌است. دونگه یاروشیتسه ۲۶۵ نفر جمعیت دارد.